# Canadees voetbalelftal in 2010
Het Canadees voetbalelftal speelde in totaal zes interlands in het jaar 2010. Alle duels betroffen vriendschappelijke wedstrijden. Op de FIFA-wereldranglijst zakte Canada in 2010 van de 56ste (januari 2010) naar de 84ste plaats (december 2010). De nationale selectie stond (sinds 7 december 2009) onder leiding van Stephen Hart.

## Balans
| Wedstrijden | Wedstrijden | Wedstrijden | Wedstrijden | Doelpunten | Doelpunten | Doelpunten | Punten |
| Gespeeld    | Winst       | Gelijk      | Verlies     | Voor       | Tegen      | Saldo      | Punten |
| ----------- | ----------- | ----------- | ----------- | ---------- | ---------- | ---------- | ------ |
| 6           | 1           | 2           | 3           | 5          | 12         | –7         | 0.666  |

## Interlands
|                                                                |                   |       |        |                                                                                            |
| 31 januari Vriendschappelijk № ?? «onderlinge duels» 18:00 uur | Jamaica           | 1 – 0 | Canada | Independence Park, Kingston Toeschouwers: 18.000 Scheidsrechter: Geoffrey Hospedales (T&T) |
| 31 januari Vriendschappelijk № ?? «onderlinge duels» 18:00 uur | Luton Shelton 67' |       |        | Independence Park, Kingston Toeschouwers: 18.000 Scheidsrechter: Geoffrey Hospedales (T&T) |

|                                                            |                                                                                          |       |        |                                                                                      |
| 24 mei Vriendschappelijk № ?? «onderlinge duels» 20:35 uur | Argentinië                                                                               | 5 – 0 | Canada | El Monumental, Buenos Aires Toeschouwers: 52.000 Scheidsrechter: Víctor Rivera (PER) |
| 24 mei Vriendschappelijk № ?? «onderlinge duels» 20:35 uur | Maxi Rodríguez 16' Maxi Rodríguez 32' Ángel Di María 37' Carlos Tévez 63' Kun Agüero 71' |       |        | El Monumental, Buenos Aires Toeschouwers: 52.000 Scheidsrechter: Víctor Rivera (PER) |

|                                                            |                   |       |                      |                                                                                        |
| 29 mei Vriendschappelijk № ?? «onderlinge duels» 19:30 uur | Venezuela         | 1 – 1 | Canada               | Estadio Metropolitano, Mérida Toeschouwers: 20.000 Scheidsrechter: José Buitrago (COL) |
| 29 mei Vriendschappelijk № ?? «onderlinge duels» 19:30 uur | Ángel Chourio 43' |       | 90+2' Gavin McCallum | Estadio Metropolitano, Mérida Toeschouwers: 20.000 Scheidsrechter: José Buitrago (COL) |

|                                                                 |        |                                       |      |                                                                               |
| 4 september Vriendschappelijk № ?? «onderlinge duels» 17:30 uur | Canada | 0 – 2                                 | Peru | BMO Field, Toronto Toeschouwers: 10.619 Scheidsrechter: Edvin Jurisevic (USA) |
| 4 september Vriendschappelijk № ?? «onderlinge duels» 17:30 uur |        | 68' José Fernández 72' Jean Tragodara |      | BMO Field, Toronto Toeschouwers: 10.619 Scheidsrechter: Edvin Jurisevic (USA) |

|                                                                 |                                    |       |                   |                                                                                |
| 7 september Vriendschappelijk № ?? «onderlinge duels» 20:30 uur | Canada                             | 2 – 1 | Honduras          | Saputo Stadion, Montreal Toeschouwers: 7.525 Scheidsrechter: Mark Geiger (USA) |
| 7 september Vriendschappelijk № ?? «onderlinge duels» 20:30 uur | Josh Simpson 29' Kevin McKenna 42' |       | 36' Erick Norales | Saputo Stadion, Montreal Toeschouwers: 7.525 Scheidsrechter: Mark Geiger (USA) |

|                                                               |                                             |       |                                         |                                                                                            |
| 8 oktober Vriendschappelijk № ?? «onderlinge duels» 19:00 uur | Oekraïne                                    | 2 – 2 | Canada                                  | Valeri Lobanovsky Stadion, Kiev Toeschouwers: 16.873 Scheidsrechter: Tomasz Mikulski (POL) |
| 8 oktober Vriendschappelijk № ?? «onderlinge duels» 19:00 uur | Artem Milevsky 59' Anatoli Tymosjtsjoek 80' |       | 12' Simeon Jackson 29' Atiba Hutchinson | Valeri Lobanovsky Stadion, Kiev Toeschouwers: 16.873 Scheidsrechter: Tomasz Mikulski (POL) |

## FIFA-wereldranglijst
| JAN | FEB | MAR | APR | MEI | JUN | JUL | AUG | SEP | OKT | NOV | DEC |
| --- | --- | --- | --- | --- | --- | --- | --- | --- | --- | --- | --- |
| 56  | 57  | 64  | 63  | 63  | 63  | 100 | 101 | 88  | 83  | 85  | 84  |

## Statistieken
| Lars Hirschfeld             | 1978-10-17 | Vålerenga IF          | 3 | 0 | 0 |   |   |
| David Monsalve              | 1988-12-21 | FC Inter Turku        | 1 | 0 | 0 |   |   |
| Pat Onstad                  | 1968-01-13 | Houston Dynamo        | 1 | 0 | 0 |   |   |
| Josh Wagenaar               | 1985-02-26 | Falkirk FC            | 1 | 0 | 0 |   |   |
| Haidar Al-Shaïbani          | 1984-03-31 | Nîmes Olympique       | 0 | 1 | 0 | 1 | 0 |
| Verdediging                 |            |                       |   |   |   |   |   |
| Paul Stalteri               | 1977-10-18 | Borussia M'gladbach   | 5 | 0 | 0 |   |   |
| Adam Straith                | 1990-09-11 | Energie Cottbus       | 4 | 1 | 0 | 5 | 0 |
| Dejan Jaković               | 1985-07-16 | DC United             | 3 | 0 | 0 |   |   |
| Kevin McKenna               | 1980-01-21 | 1. FC Köln            | 2 | 0 | 1 |   |   |
| Marcel de Jong              | 1986-10-15 | FC Augsburg           | 2 | 0 | 0 |   |   |
| André Hainault              | 1986-06-17 | Houston Dynamo        | 2 | 0 | 0 |   |   |
| Richard Hastings            | 1977-05-18 | Hamilton Academical   | 2 | 0 | 0 |   |   |
| Mike Klukowski              | 1981-05-27 | MKE Ankaragücü        | 2 | 0 | 0 |   |   |
| Eddy Sidra                  | 1989-02-20 | Energie Cottbus II    | 1 | 1 | 0 |   |   |
| Ante Jazić                  | 1976-02-27 | CD Chivas USA         | 1 | 0 | 0 |   |   |
| Jaime Peters                | 1987-05-04 | Ipswich Town          | 0 | 2 | 0 |   |   |
| Nana Attakora-Gyan          | 1989-03-27 | Toronto FC            | 0 | 1 | 0 | 1 | 0 |
| Adrian Cann                 | 1980-09-19 | Toronto FC            | 0 | 1 | 0 |   |   |
| Middenveld                  |            |                       |   |   |   |   |   |
| Josh Simpson                | 1983-05-15 | Manisaspor            | 3 | 1 | 1 |   |   |
| Will Johnson                | 1987-01-21 | Real Salt Lake        | 3 | 0 | 0 |   |   |
| Atiba Hutchinson            | 1983-02-08 | PSV Eindhoven         | 2 | 1 | 1 |   |   |
| Nikolas Ledgerwood          | 1985-01-16 | SV Wehen              | 2 | 1 | 0 |   |   |
| Patrice Bernier             | 1979-09-23 | FC Nordsjælland       | 2 | 0 | 0 |   |   |
| Julian de Guzmán            | 1981-03-25 | Toronto FC            | 2 | 0 | 0 |   |   |
| Dwayne De Rosario           | 1978-05-15 | Toronto FC            | 2 | 0 | 0 |   |   |
| Terry Dunfield              | 1982-02-20 | Vancouver Whitecaps   | 2 | 0 | 0 | 2 | 0 |
| Massih Wassey               | 1988-06-18 | Fortuna Düsseldorf II | 2 | 0 | 0 |   |   |
| Issey Nakajima-Farran       | 1984-05-16 | AC Horsens            | 1 | 3 | 0 |   |   |
| Jonathan Beaulieu-Bourgault | 1988-09-27 | Preußen Münster       | 1 | 1 | 0 |   |   |
| Tyler Hemming               | 1985-05-09 | Austin Aztex          | 1 | 0 | 0 |   |   |
| Daniel Imhof                | 1977-11-22 | FC St. Gallen         | 1 | 0 | 0 |   |   |
| Pedro Pacheco               | 1984-06-27 | CD Santa Clara        | 1 | 0 | 0 | 1 | 0 |
| António Ribeiro             | 1980-10-08 | Montreal Impact       | 1 | 0 | 0 |   |   |
| Carlos Rivas                | 1985-09-03 | —                     | 0 | 1 | 0 |   |   |
| Gianluca Zavarise           | 1986-07-28 | Iraklis Thessaloniki  | 0 | 1 | 0 | 1 | 0 |
| Aanval                      |            |                       |   |   |   |   |   |
| Simeon Jackson              | 1987-03-28 | Norwich City          | 4 | 1 | 1 |   |   |
| Rob Friend                  | 1981-01-23 | Hertha BSC Berlin     | 3 | 0 | 0 |   |   |
| Stephen Ademolu             | 1982-11-20 | FK Ekranas Panevėžys  | 1 | 2 | 0 |   |   |
| Ali Gerba                   | 1981-09-04 | Montreal Impact       | 1 | 0 | 0 |   |   |
| Olivier Occean              | 1981-10-23 | Kickers Offenbach     | 1 | 0 | 0 |   |   |
| Gavin McCallum              | 1987-08-24 | Lincoln City          | 0 | 1 | 1 | 1 | 1 |
| Randy Edwini-Bonsu          | 1990-04-20 | Vancouver Whitecaps   | 0 | 1 | 0 | 1 | 0 |
| Marcus Haber                | 1989-01-11 | St. Johnstone FC      | 0 | 1 | 0 | 1 | 0 |
| Iain Hume                   | 1983-10-30 | Preston North End     | 0 | 1 | 0 |   |   |

Canadese voetbalbond · A-internationals · Bondscoaches · Selecties · Statistieken · Canadees vrouwenelftal · Canada U21 · Canada U20 · Canada U19 · Canada U18 · Canada U17
1885 – 1949 ·
1950 – 1969 ·
1970 – 1979 ·
1980 – 1989 ·
1990 – 1999 ·
2000 – 2009 ·
2010 – 2019 ·
2020 − 2029
WK 1986
OS 1904 · 
OS 1976 · 
OS 1984
1885 · 
1886 · 
1887 · 
1888 · 
1889–1903 · 
1904 · 
1905–1923 · 
1924 · 
1925 · 
1926 · 
1927 · 
1928–1936 · 
1937 · 
1938–1956 · 
1957 · 
1958–1967 · 
1968 · 
1969–1971 · 
1972 · 
1973 · 
1974 · 
1975 · 
1976 · 
1977 · 
1978–1979 · 
1980 · 
1981 · 
1982 · 
1983 · 
1984 · 
1985 · 
1986 · 
1987 · 
1988 · 
1989 · 
1990 · 
1991 · 
1992 · 
1993 · 
1994 · 
1995 · 
1996 · 
1997 · 
1998 · 
1999 · 
2000 · 
2001 · 
2002 · 
2003 · 
2004 · 
2005 · 
2006 · 
2007 · 
2008 · 
2009 · 
2010 · 
2011 · 
2012 · 
2013 ·
2014 ·
2015 ·
2016 ·
2017 ·
2018 ·
2019 ·
2020 ·
2021 ·
2022
Amerikaanse Maagdeneilanden ·
Argentinië ·
Armenië ·
Aruba ·
Australië ·
Azerbeidzjan ·
Bahrein ·
Barbados ·
België ·
Belize ·
Bermuda ·
Brazilië ·
Bulgarije · 
Chili ·
China ·
Colombia ·
Congo-Brazzaville ·
Costa Rica ·
Cuba ·
Curaçao ·
Cyprus ·
DDR ·
Denemarken ·
Dominica ·
Duitsland ·
Ecuador ·
Egypte ·
El Salvador ·
Engeland ·
Estland ·
Faeröer · 
Finland ·
Frankrijk ·
Ghana ·
Griekenland ·
Guatemala ·
Haïti ·
Honduras ·
Hongarije ·
Hongkong ·
Ierland ·
IJsland ·
Indonesië ·
Iran ·
Italië ·
Jamaica ·
Japan ·
Joegoslavië ·
Kaaimaneilanden ·
Kameroen ·
Kroatië ·
Libië ·
Luxemburg ·
Maleisië ·
Malta ·
Marokko ·
Mauritanië ·
Mexico ·
Moldavië ·
Nederland ·
Nieuw-Zeeland ·
Nigeria ·
Noord-Ierland ·
Noord-Korea ·
Noord-Macedonië ·
Oekraïne ·
Oezbekistan ·
Oostenrijk ·
Panama ·
Paraguay ·
Peru ·
Polen ·
Portugal ·
Puerto Rico ·
Qatar ·
Saint Kitts en Nevis ·
Saint Lucia ·
Saint Vincent en de Grenadines ·
San Marino ·
Saoedi-Arabië ·
Schotland ·
Singapore ·
Slovenië ·
Sovjet-Unie ·
Spanje ·
Suriname ·
Trinidad en Tobago ·
Tsjechië ·
Tunesië ·
Turkije ·
Uruguay ·
Venezuela ·
Verenigde Staten ·
Wales ·
Wit-Rusland ·
Zuid-Afrika ·
Zuid-Korea ·
Zwitserland
België (2022)